# Тында (приток Уркана)
Тында (в верховье Большая Тында) — река в Амурской области России, левый приток Уркана — нижнего притока Зеи.
Высота устья — 231 м над уровнем моря.
Длина — 146 км, площадь бассейна — 2990 км². Образуется слиянием Левой и Правой Тынды на южных склонах хребта Тукурингра. Протекает по Амурско-Зейской равнине, образуя протоки и озёра. Русло извилистое. Практически на всём протяжении служит границей между Зейским, Магдагачинским и Тындинским районами области.

## Этимология
Возможна связь слова «тында» с глагольным тунгусо-маньчжурским корнем «тэн», означающим в эвенкийском языке — «освободить оленей от упряжки», в негидальском и эвенском — «выпустить, распрячь», удэгейском и ульчском — «выпустить» (звучит — «тында»). Конечный элемент «-да» является глагольным суффиксом цепи, назначения. Таким образом, топоним мог сложиться на основе значения «освободить оленей от упряжки».

## Данные водного реестра
По данным государственного водного реестра России относится к Амурскому бассейновому округу, речной бассейн реки — Амур, речной подбассейн реки — Зея, водохозяйственный участок реки — Зея от Зейского гидроузла до впадения р. Селемджа.
Код объекта в государственном водном реестре — 20030400212118100031227.

### Наиболее значимые притоки (км от устья)
- 10 км: река Большие Бургули (лв)
- 87 км: река Малая Тында (лв)[3]